# 무법 도시
무법 도시(Revenge of the Green Dragons)는 홍콩, 미국에서 제작된 류웨이창, 루훙쉬안 감독의 2014년 액션, 범죄, 드라마 영화이다. 저스틴 전 등이 주연으로 출연하였고 마틴 스코세이지 등이 제작에 참여하였다.

## 출연

### 주연
- 저스틴 전
- 케빈 우
- 해리 슘 주니어

### 조연
- 레이 리오타
- 진 오옝
- 칼 리
- 레너드 우
- 유지니아 유엔
- 실리아 오
- 존 킷 리
- 제프 피어슨
- 빌리 매그너슨

## 제작진
- 의상: 보니 스타우치